# Spy Smasher (serial)
Pour l’article homonyme, voir Spy Smasher.
Pour plus de détails, voir Fiche technique et Distribution.
Spy Smasher est un film américain en 12 chapitres de 15 minutes réalisé par William Witney, sorti en 1942.
Le serial est totalement inédit dans les pays francophones. Il s'inspire du super héros de comics Spy Smasher créé en 1940 par C. C. Beck et Bill Parker.

## Synopsis
Alan Armstrong, alias Spy Smasher, affronte « Le Masque », un super-vilain nazi qui dirige un gang de saboteurs sur le territoire américain.

## Fiche technique
- Titre original : Spy Smasher
- Réalisation : William Witney
- Scénario : Ronald Davidson, Norman S. Hall, William Lively, Joseph O'Donnell et Joseph F. Poland d'après la bande dessinée de C. C. Beck et Bill Parker
- Directeur de la photographie : Reggie Lanning
- Montage : Tony Martinelli et Edward Todd
- Musique : Mort Glickman
- Création des décors : John Victor MacKay
- Effets spéciaux de maquillage : Bob Mark
- Effets visuels : Howard Lydecker et Theodore Lydecker
- Costumes : Adele Palmer
- Producteur : William J. O'Sullivan
- Compagnie de production : Republic Pictures
- Format : noir et blanc
- Ratio : 1,33:1
- Négatif : 35 mm
- Durée originale : 215 minutes
- Date de sortie :
  - États-Unis : 4 avril 1942

## Distribution
- Kane Richmond : Alan Armstrong / Jack Armstron / Spy Smasher
- Marguerite Chapman : Eve Corby
- Sam Flint : Amiral Corby
- Hans Schumm : Le Masque
- Tristam Coffin : Drake
- Franco Corsaro : Capitaine Pierre Durand
- Hans Von Morhart : Capitaine Gerhardt
- Georges Renavent : Gouverneur LeComte
- Rudolph Anders : Colonel Von Kohr
- Henry Zynda : Ritter Lazar
- Paul Bryar : Lawlor
- Richard Bond : Hayes
- Crane Whitley : Hauser
- Tom London : Crane

## Liste des épisodes
1. America Beware
2. Human Target
3. Iron Coffin
4. Stratosphere Invaders
5. Descending Doom
6. The Invisible Witness
7. Secret Weapon
8. Sea Raiders
9. Highway Racketeers
10. 2700° Fahrenheit
11. Hero's Death
12. V...